# 庫庫努巴

庫庫努巴是哥倫比亞的城鎮，位於該國中部，由昆迪納馬卡省負責管轄，距離首府波哥大88公里，始建於1600年，面積112平方公里，海拔高度2,800米，2005年人口6,777。
5°15′N 73°46′W / 5.250°N 73.767°W